# Scleria muehlenbergii
Scleria muehlenbergii är en halvgräsart som beskrevs av Ernst Gottlieb von Steudel. Scleria muehlenbergii ingår i släktet Scleria och familjen halvgräs. Inga underarter finns listade i Catalogue of Life.